# 达玛扬基寺

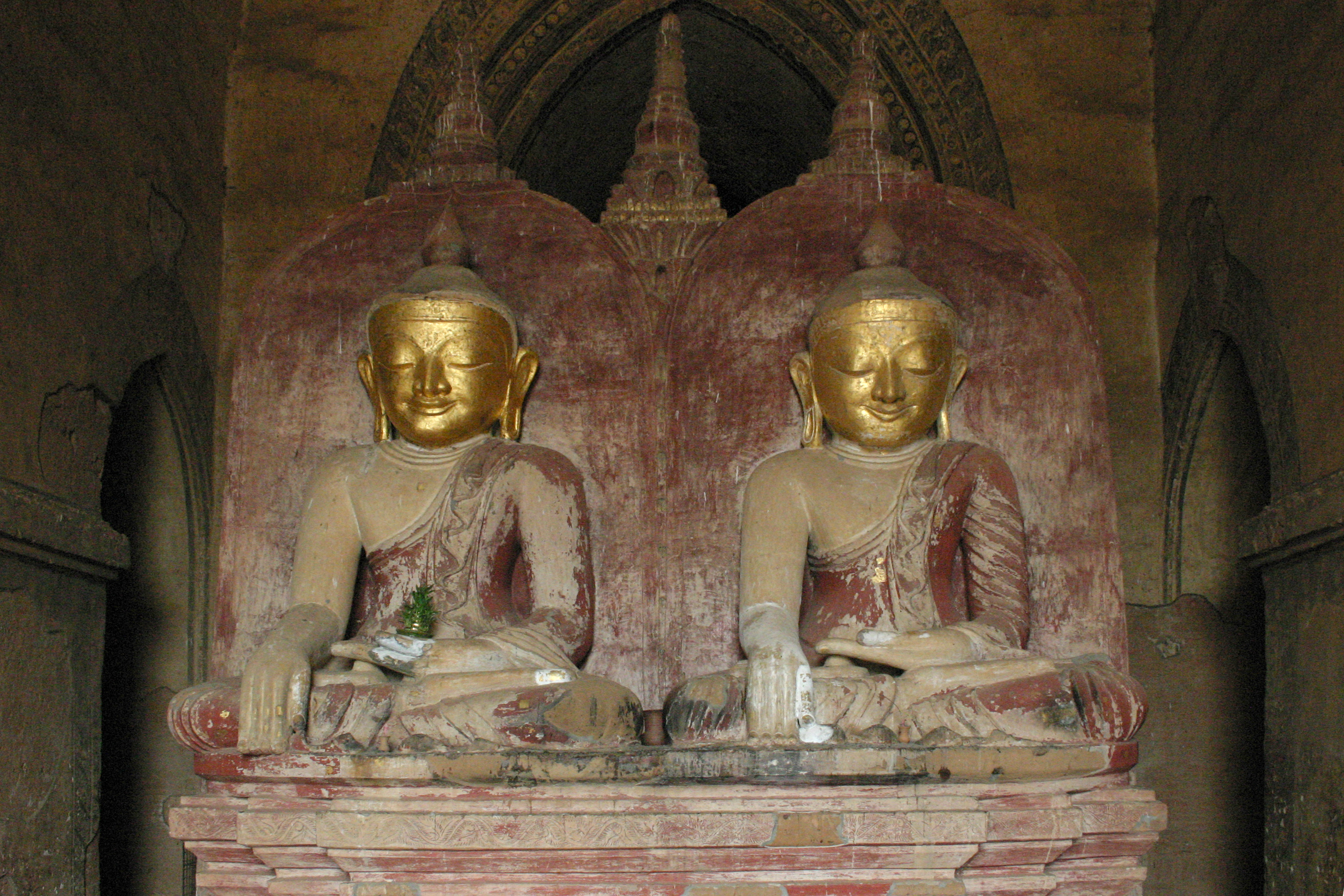
达玛扬基寺内的佛像

达玛扬基寺（發音：[dəma̰jàɰ̃dʑí pʰəjá]），另译达门扬济神庙，是缅甸蒲甘的一处佛教寺庙遗址，是蒲甘最大的一处佛教寺庙遗址，建于那臘都王统治时期:167（1167-1170年）。那臘都 通过刺杀父王阿朗悉都和王兄而登上王位，他可能是通过建造这座全国最大的寺庙来赎罪。
达玛扬基寺是蒲甘最宽敞的寺庙，其建筑设计与阿难陀寺相似。缅甸编年史记载，在寺庙修建期间，国王被一些印度人暗杀，因此寺庙未能完工。然而僧伽罗语资料表明国王是被僧伽罗侵略者杀害的。
寺庙的内部由于未知原因被砖砌起来，因此只有四个门廊和外面的走廊可以进入。

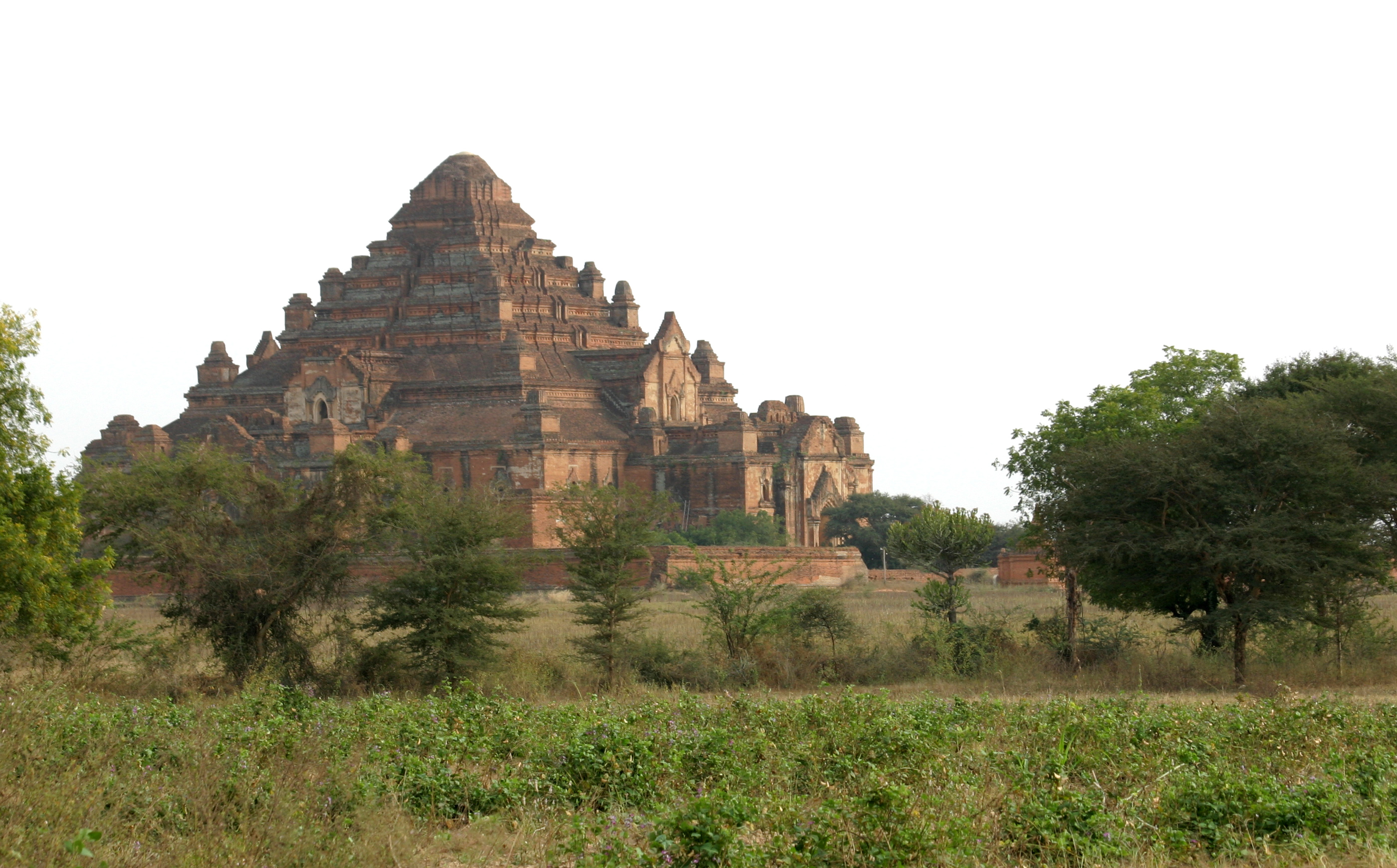
达玛扬基寺一景